# Nososticta atrocyana
Nososticta atrocyana – gatunek ważki z rodziny pióronogowatych (Platycnemididae). Opisał go w 1960 roku Maurits Lieftinck, nadając mu nazwę Notoneura atrocyana. Znany tylko z okazów typowych odłowionych w 1938 roku na wyspie Waigeo położonej w pobliżu nowogwinejskiego półwyspu Ptasia Głowa.